# Saint-Jure
Saint-Jure est une commune française située dans le département de la Moselle, en Lorraine, dans la région administrative Grand Est.

### Accès

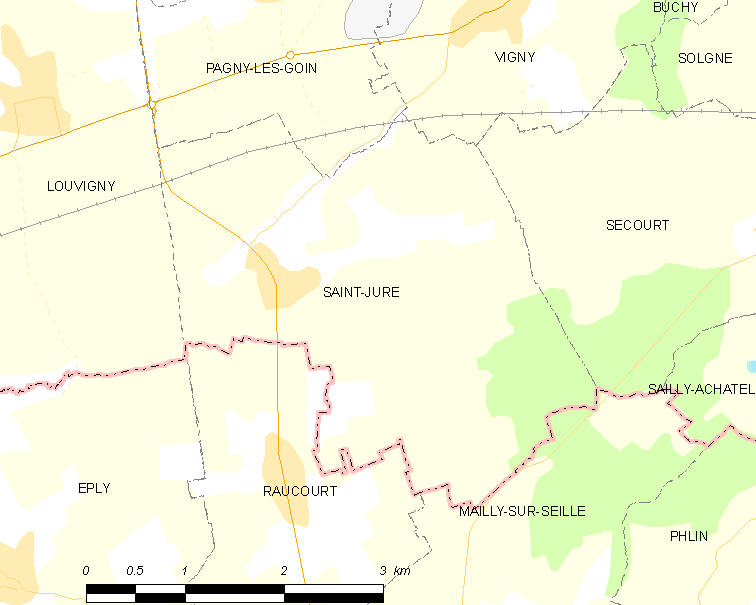
Carte de la commune.

## Géographie

### Communes limitrophes
| Pagny-lès-Goin          |                             | Vigny                                |
| Louvigny                | Saint-Jure                  | Secourt                              |
| Éply Meurthe-et-Moselle | Raucourt Meurthe-et-Moselle | Mailly-sur-Seille Meurthe-et-Moselle |

### Écarts et lieux-dits
- Alémont, Ressaincourt.

### Hydrographie
La commune est située dans le bassin versant du Rhin au sein du bassin Rhin-Meuse. Elle est drainée par le ruisseau de Moince, le ruisseau de Vigny et Rupt de Beux.
Le ruisseau de Moince, d'une longueur totale de 18 km, prend sa source dans la commune de Solgne et se jette  dans la Seille à Éply, après avoir traversé six communes.

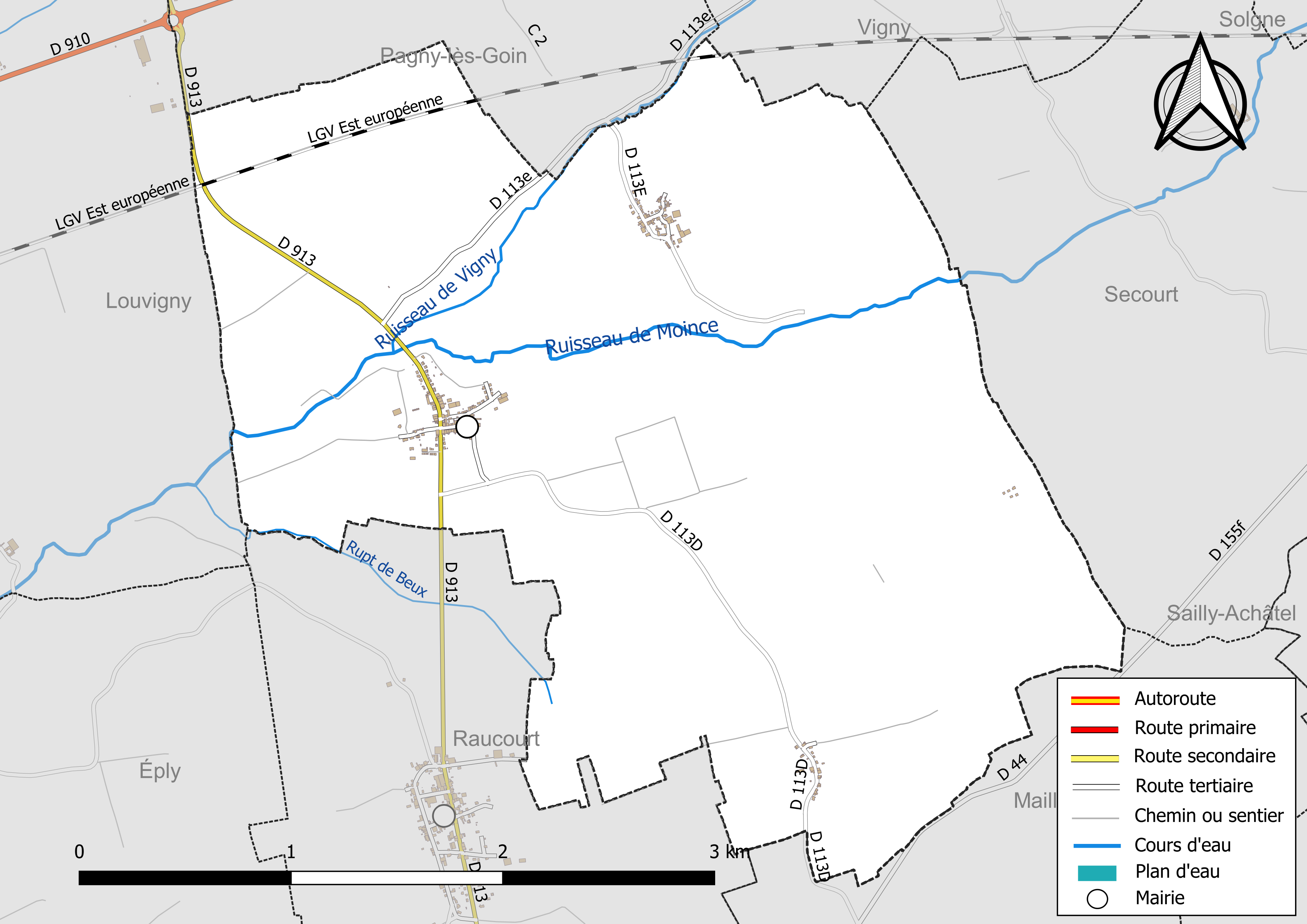
Réseaux hydrographique et routier de Saint-Jure.

La qualité des eaux des principaux cours d’eau de la commune, notamment du ruisseau de Moince, peut être consultée sur un site spécial géré par les agences de l’eau et l’Agence française pour la biodiversité.

### Climat
Pour des articles plus généraux, voir Climat du Grand Est et Climat de la Moselle.
En 2010, le climat de la commune est de type climat océanique dégradé des plaines du Centre et du Nord, selon une étude du Centre national de la recherche scientifique s'appuyant sur une série de données couvrant la période 1971-2000. En 2020, Météo-France publie une typologie des climats de la France métropolitaine dans laquelle la commune est exposée à un climat semi-continental et est dans la région climatique  Lorraine, plateau de Langres, Morvan, caractérisée par un hiver rude (1,5 °C), des vents modérés et des brouillards fréquents en automne et hiver. 
Pour la période 1971-2000, la température annuelle moyenne est de 9,7 °C, avec une amplitude thermique annuelle de 16,9 °C. Le cumul annuel moyen de précipitations est de 759 mm, avec 11,8 jours de précipitations en janvier et 9,1 jours en juillet. Pour la période 1991-2020, la température moyenne annuelle observée sur la station météorologique de Météo-France la plus proche, « M.n.l. », sur la commune de Goin à 5 km à vol d'oiseau, est de 10,7 °C et le cumul annuel moyen de précipitations est de 678,8 mm. 
La température maximale relevée sur cette station est de 39,5 °C, atteinte le 24 juillet 2019 ; la température minimale est de −16,3 °C, atteinte le 2 janvier 1997,,. 
Les paramètres climatiques de la commune ont été estimés pour le milieu du siècle (2041-2070) selon différents scénarios d'émission de gaz à effet de serre à partir des nouvelles projections climatiques de référence DRIAS-2020. Ils sont consultables sur un site spécial publié par Météo-France en novembre 2022.

## Urbanisme

### Typologie
Au 1er janvier 2024, Saint-Jure est catégorisée commune rurale à habitat dispersé, selon la nouvelle grille communale de densité à sept niveaux définie par l'Insee en 2022.
Elle est située hors unité urbaine. Par ailleurs la commune fait partie de l'aire d'attraction de Metz, dont elle est une commune de la couronne,. Cette aire, qui regroupe 245 communes, est catégorisée dans les aires de 200 000 à moins de 700 000 habitants,.

### Occupation des sols
L'occupation des sols de la commune, telle qu'elle ressort de la base de données européenne d’occupation biophysique des sols Corine Land Cover (CLC), est marquée par l'importance des territoires agricoles (86,2 % en 2018), une proportion identique à celle de 1990 (86,2 %). La répartition détaillée en 2018 est la suivante : 
terres arables (76,9 %), forêts (11,2 %), prairies (9,3 %), zones urbanisées (2,6 %). L'évolution de l’occupation des sols de la commune et de ses infrastructures peut être observée sur les différentes représentations cartographiques du territoire : la carte de Cassini (XVIIIe siècle), la carte d'état-major (1820-1866) et les cartes ou photos aériennes de l'IGN pour la période actuelle (1950 à aujourd'hui).

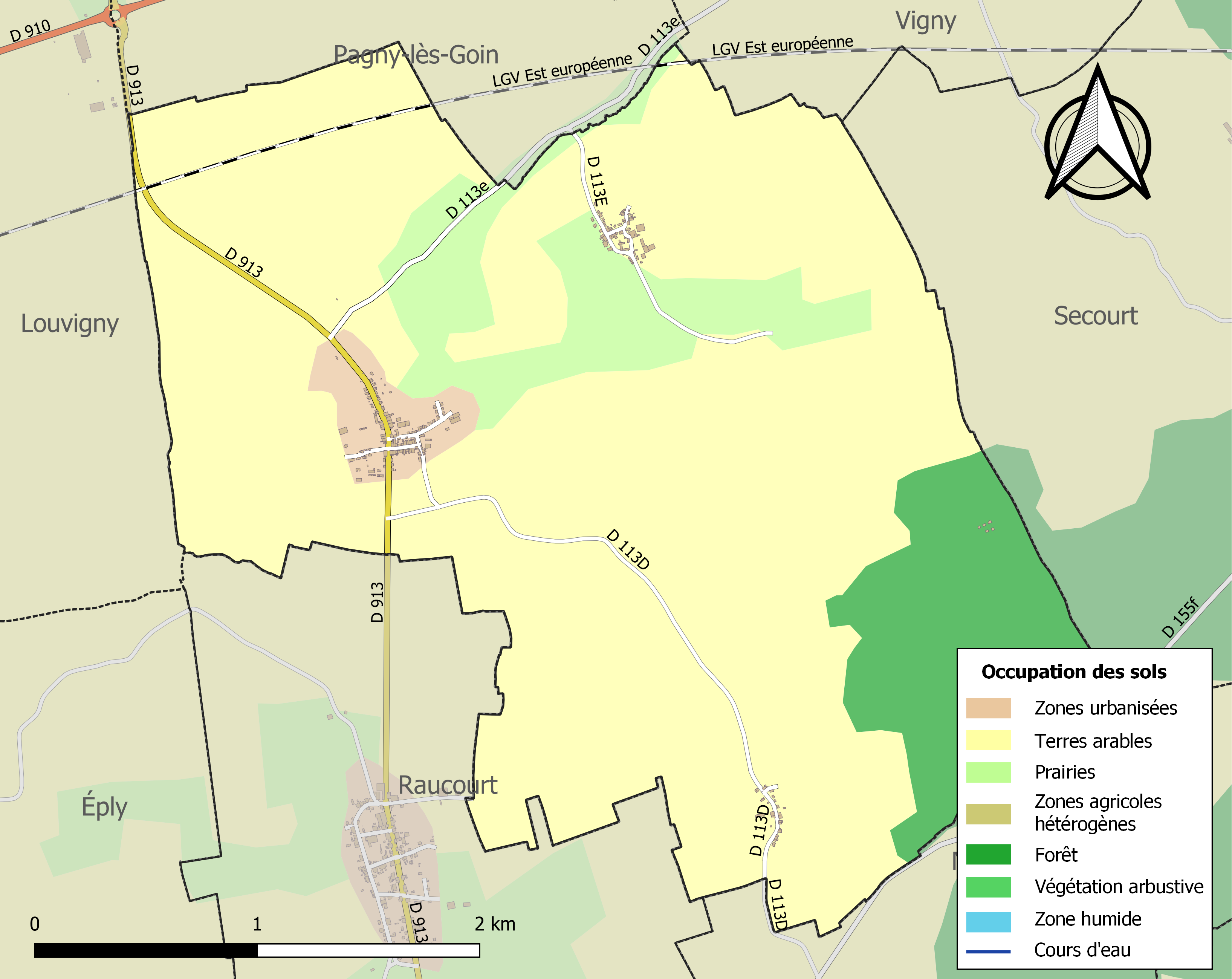
Carte des infrastructures et de l'occupation des sols de la commune en 2018 (CLC).

## Toponymie
- Villa sancti Georgii (XIVe siècle) ; Saint-Jeure (1489) ; De sancto Jure (1502) ; Saint-Joure (1594) ; Saint-Jure (1801).
- 1915-1918 et 1940-1944 : Sankt Jürgen.

## Histoire
- Dépendait du Pays messin (partie Saulnois, bailliage de Metz).
- Fief de l'évêché tenu par les nobles familles messines.
- Rattachement en 1813 des communes de Ressaincourt et d'Alémont (Pays messin, cité en 1194).
- De 1790 à 2015, Saint-Jure était une commune de l'ex-canton de Verny.

## Politique et administration
| Période                                  | Période   | Identité       | Étiquette | Qualité    |
| ---------------------------------------- | --------- | -------------- | --------- | ---------- |
| avant 1981                               | ?         | Hubert Mifa    |           |            |
| 1983                                     | mars 2001 | Jean Francois  |           |            |
| mars 2001                                | En cours  | Angel Renaudin |           | Technicien |
| Les données manquantes sont à compléter. |           |                |           |            |

## Démographie
L'évolution du nombre d'habitants est connue à travers les recensements de la population effectués dans la commune depuis 1793. Pour les communes de moins de 10 000 habitants, une enquête de recensement portant sur toute la population est réalisée tous les cinq ans, les populations de référence des années intermédiaires étant quant à elles estimées par interpolation ou extrapolation. Pour la commune, le premier recensement exhaustif entrant dans le cadre du nouveau dispositif a été réalisé en 2008.

En 2022, la commune comptait 281 habitants, en évolution de −6,95 % par rapport à 2016 (Moselle : +0,52 %, France hors Mayotte : +2,11 %).
| 1793 | 1800 | 1806 | 1821 | 1836 | 1841 | 1861 | 1866 | 1871 |
| ---- | ---- | ---- | ---- | ---- | ---- | ---- | ---- | ---- |
| 265  | 147  | 221  | 461  | 469  | 441  | 378  | 363  | 359  |

| 1875 | 1880 | 1885 | 1890 | 1895 | 1900 | 1905 | 1910 | 1921 |
| ---- | ---- | ---- | ---- | ---- | ---- | ---- | ---- | ---- |
| 376  | 357  | 360  | 322  | 295  | 282  | 285  | 297  | 254  |

| 1926 | 1931 | 1936 | 1946 | 1954 | 1962 | 1968 | 1975 | 1982 |
| ---- | ---- | ---- | ---- | ---- | ---- | ---- | ---- | ---- |
| 285  | 287  | 272  | 227  | 212  | 189  | 214  | 184  | 177  |

| 1990 | 1999 | 2006 | 2008 | 2013 | 2018 | 2022 | - | - |
| ---- | ---- | ---- | ---- | ---- | ---- | ---- | - | - |
| 210  | 258  | 300  | 312  | 312  | 287  | 281  | - | - |

## Culture locale et patrimoine

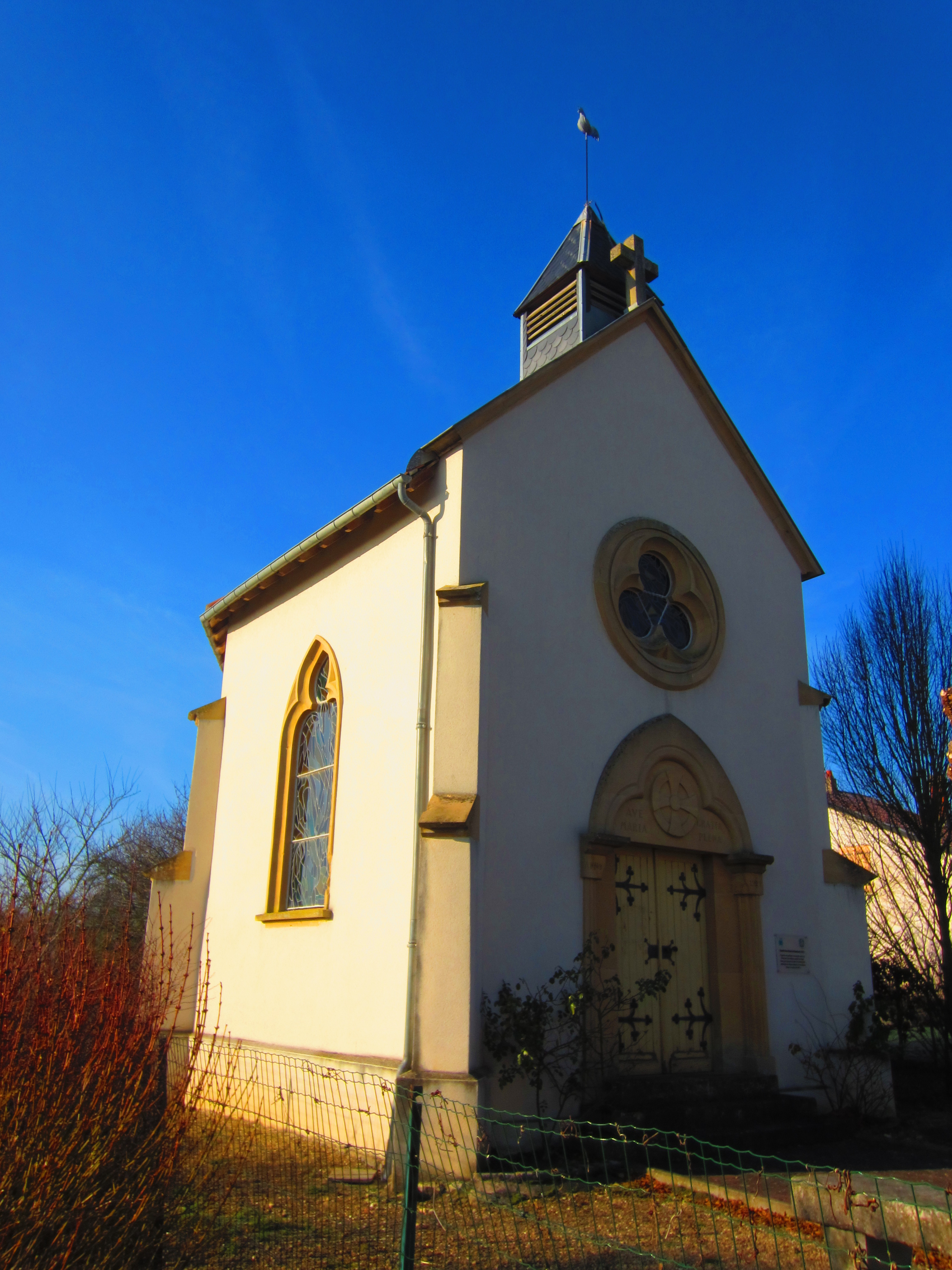
Chapelle Notre-Dame de Ressaincourt.

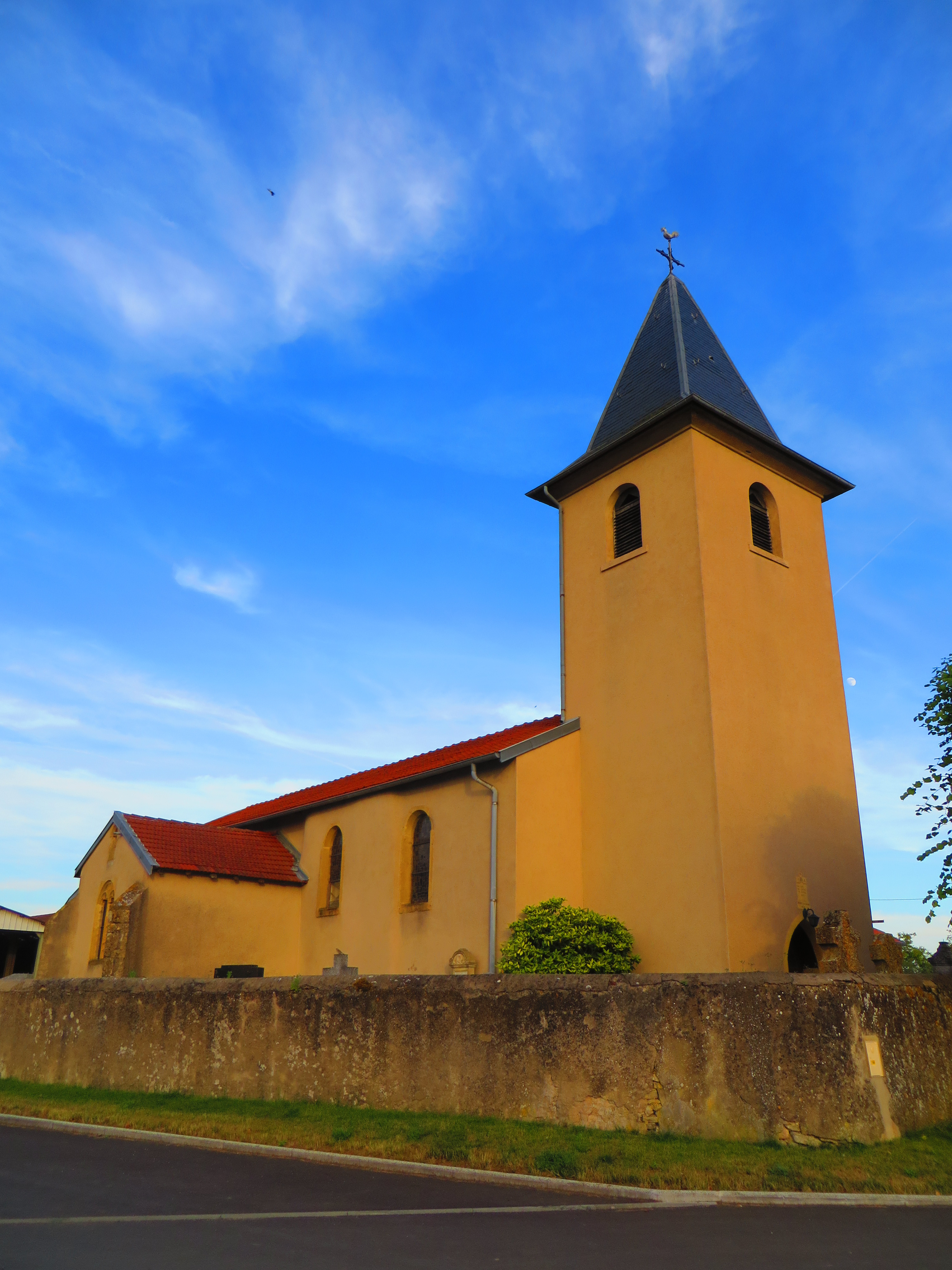
Église Saint-Hubert d'Alémont.

### Lieux et monuments
- Église Saint-Georges de Saint-Jure : chœur XIVe, nef XVIIe, chapiteaux XIIIe/XIVe; Vierge à l'Enfant XVIe/XVIIe.
- Chapelle Notre-Dame néo-gothique 1929 de Ressaincourt : Vierge à l'Enfant XVIIIe, curieux buste de pierre peinte de saint Maclou.
- Église Saint-Hubert d'Alémont : chœur 1518 ; croix et statue XVe.

### Personnalités liées à la commune
- Philippe Horquin (1798-1863), militaire, chevalier de la Légion d’honneur (1843), né à Saint-Jure[19].

### Héraldique
| Blason de Saint-Jure | Blason  | Chevronné d'or et d'azur de huit pièces, à la fleur de lys d'argent d'où naissent deux palmes de sinople brochant sur le tout. |
| Blason de Saint-Jure | Détails | Le statut officiel du blason reste à déterminer.                                                                               |